# Erika Simon
Erika Simon (Ludwigshafen am Rhein, 27 giugno 1927 – Würzburg, 15 febbraio 2019) è stata un'archeologa tedesca, professore emerito di archeologia all'Università di Würzburg, specializzata in archeologia dell'antica Roma, dell'Antica Grecia, e in etruscologia.

## Biografia
Nel 1947 Erika Simon si è diplomata al liceo umanistico di Aschaffenburg. Dal 1947 al 1952 ha studiato archeologia classica, filologia classica e studi tedeschi presso le università di Heidelberg e Monaco di Baviera. Ha superato il primo e il secondo esame di stato per l'insegnamento nell'anno accademico 1951/1952. Nel 1952 ha conseguito il dottorato con Reinhard Herbig a Heidelberg con uno studio sulle divinità sacrificali. Nel 1952/53 ha ricevuto una borsa di viaggio dall'Istituto archeologico germanico e poi è diventata assistente di Roland Hampe all'Università di Magonza, dove è stata abilitata nel 1957. Nel 1958 si trasferisce a Heidelberg e vi insegna come professore associato presso l'Istituto Archeologico. Nel 1964 è stata nominata professore di archeologia classica all'Università di Würzburg e direttrice della Collezione di antichità classiche del Museo Martin von Wagner; nel 1994 è diventata professore emerito. Successivamente ha tenuto diverse cattedre in visita ad Aberdeen, Durban, Vienna, Vienna, Australia, Tallahassee, Austin e Baltimora.
Nelle sue ricerche, Erika Simon si è occupata dell'iconografia dei Greci e dei Romani, in particolare degli dèi, dei vasi greci e programmi pittorici dell'arte romana (ad esempio, la statua di Augusto di Prima Porta e l'Ara Pacis). Anche la sua ricerca sull'etruscologia è considerata innovativa. Ha partecipato in modo significativo allo sviluppo del Lexicon Iconographicum Mythologiae Classicae (abbreviato in LIMC).
Erika Simon è stata membro a pieno titolo dell'Istituto archeologico germanico, membro dell'Accademia delle Scienze di Heidelberg (dal 1978), membro dell'American Philosophical Society (dal 2002) e membro onorario di numerosi istituti (tra cui la Society for the Promotion of Hellenic Studies di Londra), nonché dottore onorario dell'Università di Salonicco e dell'Università di Atene (2006). Era, inoltre, membro della sezione tedesca dell'Istituto Nazionale di Studi Etruschi ed Italici con sede a Firenze.
Erika Simon ha ricevuto numerosi premi per il suo servizio alla scienza, tra cui la Croce d'oro Athos dell'Ordine di San Marco del Patriarcato di Alessandria, il Premio Ernst Hellmut Vits dell'Università di Münster, la Croce federale al merito, la medaglia Pro meritis scientiae et litterarum del Ministero bavarese della cultura e l'Ordine al merito bavarese.

## Opere
- Opfernde Götter. Mann, Berlin 1953, (Dissertation Universität Heidelberg 25. März 1952, 150 Blätter, 4 [Maschinenschrift]). (2., überarbeitete Auflage. Röll, Dettelbach 2016, ISBN 978-3-89754-482-6)
- Die Fürstenbilder von Boscoreale. Ein Beitrag zur hellenistischen Wandmalerei (= Deutsche Beiträge zur Altertumswissenschaft. H. 7. Verlag für Kunst und Wissenschaft Grimm, Baden-Baden 1954.
- Die Portlandvase. Verlag des Römisch-Germanischen Zentralmuseums, Mainz 1957, (Habilitation Universität Mainz, Philosophischer Fakultät 1957).
- Die Geburt der Aphrodite. de Gruyter, Berlin 1959.
- Der Augustus von Prima Porta (= Opus nobile. H. 13). Dorn, Bremen 1959.
- con Roland Hampe: Griechisches Leben im Spiegel der Kunst. von Zabern, Mainz 1959.
- con Roland Hampe: Griechische Sagen in der frühen etruskischen Kunst. von Zabern, Mainz 1964.
- als Herausgeberin und Bearbeiterin: Reinhard Herbig: Götter und Dämonen der Etrusker. 2. Auflage. von Zabern, Mainz 1965.
- Ara Pacis Augustae (= Monumenta artis antiquae. Band 1, ISSN 0933-582X (WC · ACNP)). Wasmuth, Tübingen 1967.
- Die Götter der Griechen. Hirmer, München 1969.
- Das antike Theater (= Heidelberger Texte. Didaktische Reihe. H. 5). Kerle, Heidelberg 1972, (In englischer Sprache: The Ancient Theatre (= University Paperbacks. 766). Translated by Catherine E. Vafopoulou-Richardson. Methuen, London u. a. 1982, ISBN 0-416-32520-3).
- als Herausgeberin: Führer durch die Antikenabteilung des Martin von Wagner Museums der Universität Würzburg. von Zabern, Mainz 1975.
- Die griechischen Vasen. Hirmer, München 1976, ISBN 3-7774-2760-8.
- The Kurashiki Ninagawa Museum. Greek, Etruscan, and Roman antiquities. von Zabern, Mainz 1982, ISBN 3-8053-0625-3.
- Festivals of Attica. An archaeological commentary. University of Wisconsin Press, Madison WI 1983, ISBN 0-299-09180-5.
- Die konstantinischen Deckengemälde in Trier (= Trierer Beiträge zur Altertumskunde. Band 3, Kulturgeschichte der Antiken Welt. Band 34). von Zabern, Mainz am Rhein 1986, ISBN 3-8053-0903-1.
- Augustus. Kunst und Leben in Rom um die Zeitenwende. Hirmer, München 1986, ISBN 3-7774-4220-8.
- Eirene und Pax. Friedensgöttinnen in der Antike (= Sitzungsberichte der Wissenschaftlichen Gesellschaft an der Johann Wolfgang Goethe-Universität Frankfurt am Main. Band 24, Nr. 3). Steiner, Wiesbaden/ Stuttgart 1988, ISBN 3-515-05181-3.
- Menander in Centuripe. Stuttgart (= Sitzungsberichte der Wissenschaftlichen Gesellschaft an der Johann-Wolfgang-Goethe-Universität Frankfurt am Main. Band 25, Nr. 2). Steiner, Wiesbaden/ Stuttgart 1989, ISBN 3-515-05429-4.
- Die Götter der Römer. Hirmer, München 1990, ISBN 3-7774-5310-2.
- Aias von Salamis als mythische Persönlichkeit (= Sitzungsberichte der Wissenschaftlichen Gesellschaft an der Johann-Wolfgang-Goethe-Universität Frankfurt am Main. Band 41, Nr. 1). Steiner, Stuttgart 2003, ISBN 3-515-08347-2.
- Pferde in Mythos und Kunst der Antike. Franz Philipp Rutzen, Ruhpolding u. a. 2006, ISBN 3-938646-05-5.
- Ara Pacis Augustae. Der Altar der Friedensgöttin Pax Augusta in Rom (= Ponte fra le culture. 3, Rom). Röll, Dettelbach 2010, ISBN 978-3-89754-378-2.
- Schriften zur etruskischen und italischen Kunst und Religion (= Schriften der Wissenschaftlichen Gesellschaft an der Johann-Wolfgang-Goethe-Universität, Frankfurt am Main, Geisteswissenschaftliche Reihe. Nr. 11). Stuttgart, Steiner 1996, ISBN 3-515-06941-0.
- Schriften zur Kunstgeschichte. (= Schriften der Wissenschaftlichen Gesellschaft an der Johann-Wolfgang-Goethe-Universität, Frankfurt am Main, Geisteswissenschaftliche Reihe. Nr. 17). Steiner, Stuttgart 2003, ISBN 3-515-08112-7.